# Erkki Kantola
Erkki Kantola   (Hèlsinki, 3 de setembre de 1946 - Hèlsinki, 12 de gener de 2013) va ser un artista i pedagog finlandès de violí.
Va estudiar a l'Acadèmia Sibelius amb Arno Granroth i va actuar per primera vegada com a solista als 11 anys en un concert escolar de la Radio Symphony Orchestra. Es va matricular com a estudiant a l'Escola Mixta de Finlàndia a Hèlsinki el 1964 i va donar el seu primer concert el mateix any. Després va continuar els seus estudis a París. Al Concurs de violí Sibelius de 1970, va rebre el premi al millor participant finès.
Va desenvolupar una important carrera com a educador a l'Acadèmia Sibelius, on va treballar com a professor durant quaranta anys des del 1969. Va ser membre del Sibelius Academy Quartet, els altres membres del qual eren Seppo Tukiainen (violí), Veikko Kosonen (viola) i Arto Noras (violoncel). El quartet va fundar el Festival de Música de Naantali el 1980.